# Martin Tomczyk
 (avril 2016).
Pour les articles homonymes, voir Tomczyk.

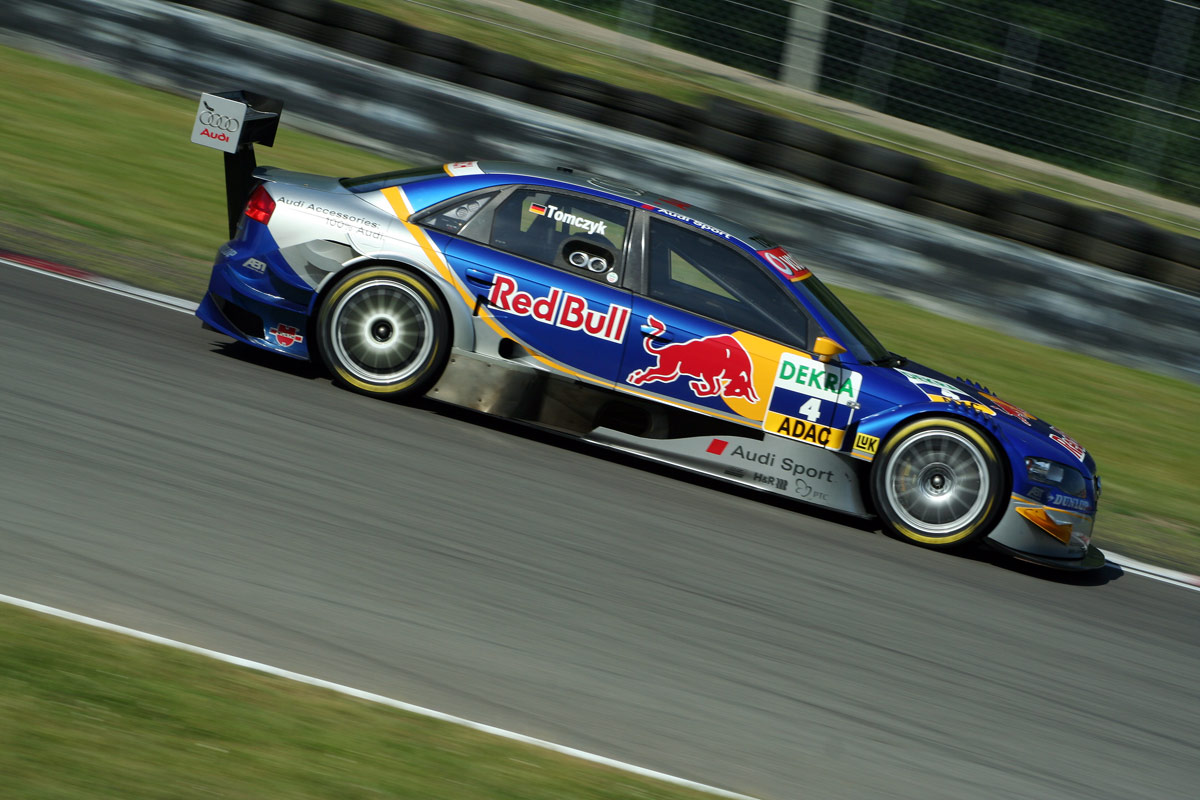
Martin Tomczyk en DTM, en 2006.

Martin Tomczyk, né le 7 décembre 1981, est un pilote automobile allemand. Depuis 2001, il participe au championnat DTM sur Audi et remporte le titre en 2011 avec le Team Phoenix. Il est aussi le fils du président du Deutscher Motor Sport Bund, organisme réglementant le sport automobile en Allemagne.
En décembre 2021, il annonce mettre un terme à sa carrière

## Carrière
- 1998 : Formule BMW junior, 2e
- 1999 : Formule BMW allemande, 4e
- 2000 : Championnat d'Allemagne de Formule 3, 12e
- 2001 : DTM, 13e
- 2002 : DTM, 9e
- 2003 : DTM, 16e
- 2004 : DTM, 5e
- 2005 : DTM, 13e
- 2006 : DTM, 4e (1 victoire)
- 2007 : DTM, 3e (2 victoires)
- 2008 : DTM, 7e
- 2009 : DTM, 6e (1 victoire)
- 2010 : DTM, 8e
- 2011 : DTM, Champion (3 victoires)

## Vie privée
En 2012, Martin Tomczyk se fiance à la pilote de course automobile suisse et présentatrice de télévision Christina Surer, qu'il épouse en janvier 2013 et avec laquelle il a deux enfants. 